# علی‌بابا بوجانگ لاپوک
 علی بابا بوجانگ باپوک عنوان فیلمی است مالزیایی-سنگاپوری با ژانر کمدی به کارگردانی پی راملی. این فیلم محصول سال ۱۹۶۰میلادی است.